# Магалецкий, Олег Владимирович
Магалецкий Олег Владимирович (укр. Магалецький Олег Володимирович, род. 26 августа 1989 года) — украинский общественно-политический деятель, предприниматель, участник российско-украинской войны, волонтёр. Соучредитель «Центр AXIOS» — провайдера услуг по правовой, социально-психологической поддержке и содействию занятости возвращающихся к гражданской жизни защитников Украины. Соучредитель Форума Свободных Народов Постросии — международного сообщества и общественной платформы, объединяющей лидеров движений порабощенных наций и регионов России, а также представителей политического, дипломатического, медийного и аналитического истеблишмента разных государств мира, стремящихся содействовать мирной и разумной деимпериализации, деколонизации, денацификации, демилитаризации и денуклеаризации современной Российской Федерации.

## Биография
Олег Магалецкий родился 26 августа 1989 года в городе Житомир в Украинской CСР. Здесь прошло его детство, в этом городе он закончил среднюю школу. После этого Магалецкий переехал в Киев, где проживает по настоящее время.

## Образование
В 2010 году Магалецкий закончил Государственный торгово-экономический университет, факультет гостинично-ресторанного и туристического бизнеса. Бакалавр, специализация — менеджмент организаций. Во время обучения в университете получил опыт работы в различных сферах, в частности в компании HoReCa, на международных выставках и туристической отрасли.

## Карьера в бизнесе
В 2010 году начал работать специалистом в Государственном агентстве Украины по туризму и курортам. С 2010 по 2011 год руководитель проектом в комgании All Motion, которая специализировалась на менеджменте проектных команд, налаживании коммуникаций внутри коллективов, проведении разнообразных мероприятий: от масштабных (более 1000 участников) до локальных (для 10-20 человек).
С 2011 по 2016 Магалецкий являлся соучредителем и главным исполнительным директором ABSURD Pubs. Это компания специализировалась на ресторанном бизнесе. Одновременно с 2012 года Олег являлся главным исполнительным директором фирмы Magaletsky C&M. Эта организация занимается консалтинговым бизнесом. Должность её исполнительного директора Магалецкий исполняет и в настоящее время.
В период с 2016 по 2017 год Олег работал главным исполнительным директором Центра AXIOS. Эта структура объединяла более 100 компаний и стала важным игроком на рынке труда. В частности, было инициировано создание профильной отраслевой ассоциации, которая разработала и запустила в действие платформу «Найди себя в IT». В этот же период времени (с 2016 по 2018 год) Магалецкий трудился на должности руководителя проектов в компании «Первая частная пивоварня.
С 2019 и по настоящее время Олег является генеральным директором ООО ЛАН ТРЕЙС (компания является интернет-провайдером).

## Общественная деятельность
В 2004 году Олег Магалецкий принял активное участие в Оранжевой революции. Поддерживал Виктора Ющенко. Был среди тех, кто с помощью акций протеста, митингов, пикетов и иными способами требовал пересчёта голосов в Донецкой области, где были зафиксированы массовые фальсификации и подделка бюллетеней в пользу Виктора Януковича.
В период 2013-2014 году являлся активистом в ходе событий Революции Достоинства. В частности, был среди тех, кто принял участие в противостоянии с провластными силовиками в событиях 1 декабря 2013 года в Киеве, 19 января 2014 года на Грушевского, а также 18-21 февраля.
В период с 2014 года и по настоящее время Олег многократно давал интервью или комментарии по самым разным актуальным политическим вопросам. В частности в таких СМИ как «Idel.Реалии», FreeДом и других.

## Политическая деятельность
В 2022 году стал соучредителем Форума Свободных Народов Построссии. Эта организация занимается проведением мероприятий, встреч, конференций и общественный дискуссий, связанных с темой распада России. В частности, деятельность Форума направлена на поиск сценария, который сделает процесс деколонизации и деимпериализации Российской Федерации максимально мягким и бескровным. Центрами проведения публичных выступлений становились многие города Европы (Прага, Берлин, Лондон, Париж и другие), а также Японии (Токио) и США (Вашингтон). К участию в этих мероприятиях привлекались как активисты регионалистских («Сибирское областничество», «Свободная Ингрия», «Балтийская республиканская партия») и национально освободительных движений («Свободный Идель-Урал», «Чеченская Республика Ичкерия», Комитет Башкирского сопротивления, Комитет ингушской независимости, Эрзянское национальное движение и др.), а также известные политики и эксперты по международным отношениям.